# Katalin Szili

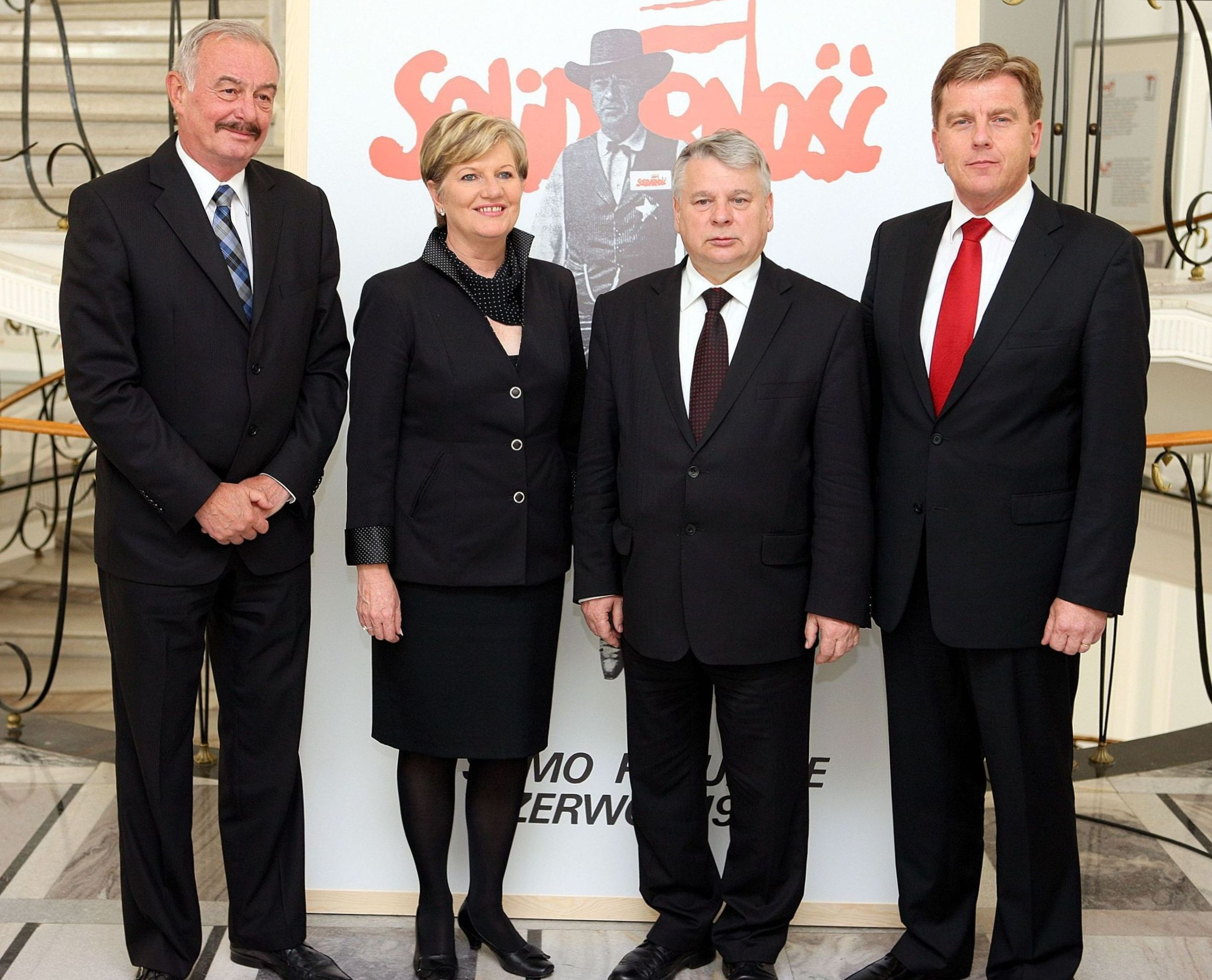
Přemysl Sobotka, Katalin Szili, Bogdan Borusewicz i Miloslav Vlček w Senacie RP (2009)

Katalin Szili (ur. 13 maja 1956 w Barcs) – węgierska polityk i prawniczka, posłanka do Zgromadzenia Narodowego i jego przewodnicząca od 2002 do 2009.

## Życiorys
Katalin Szili w 1981 ukończyła prawo na Uniwersytecie w Peczu. Od 1990 do 1992 studiowała ekologię humanistyczną na Uniwersytecie im. Loránda Eötvösa w Budapeszcie. W 2001 ukończyła studia podyplomowe z dziedziny nauk politycznych.
W 1982 rozpoczęła pracę jako urzędnik departamencie administracyjnym rady miejskiej Peczu. W 1985 uzyskała uprawnienia radcy prawnego i została dyrektorem departamentu prawnego. Od 1985 pracowała jako prawniczka w administracji wodnej i w inspekcji ochrony środowiska.
W 1983 wstąpiła do komunistycznej Węgierskiej Socjalistycznej Partii Robotniczej (MSZMP). W 1989 została członkinią jej sukcesorki – Węgierskiej Partii Socjalistycznej (MSZP). Od 1993 była etatową działaczką tego ugrupowania. W 1992 uzyskała mandat radnej. Była przewodniczącą socjalistów w komitacie Baranya, a także kierowała jej organizacją kobiecą (1997–2001).
W 1994 po raz pierwszy została wybrana w skład Zgromadzenia Narodowego. Z powodzeniem ubiegała się o reelekcję w wyborach w 1998, 2002, 2006 i 2010. W latach 1994–1998 zajmowała stanowisko sekretarza stanu w Ministerstwie Środowiska i Rozwoju Regionalnego. Od 1998 do 2002 pełniła funkcję wiceprzewodniczącej klubu parlamentarnego Węgierskiej Partii Socjalistycznej oraz wiceprzewodniczącego Zgromadzenia Narodowego. 15 maja 2002, po powrocie socjalistów do władzy, została przewodniczącą węgierskiego parlamentu. Pozostała na tej funkcji również w kolejnej kadencji. Zrezygnowała ze stanowiska 14 września 2009, motywując to względami politycznymi i osobistymi.
Katalin Szili była kandydatką Węgierskiej Partii Socjalistycznej w wyborach prezydenckich 7 czerwca 2005. Nie uzyskała jednak wymaganej większości w Zgromadzeniu Narodowym, gdyż posłowie koalicyjnego Związku Wolnych Demokratów wstrzymali się od głosu. W konsekwencji wybory wygrał popierany przez opozycję niezależny László Sólyom. W październiku 2010 odeszła z MSZP i założyła własne ugrupowanie pod nazwą Unia Społeczna, którego została przewodniczącą. W 2014 znalazła się poza węgierskim parlamentem.
Katalin Szili jest mężatką, ma dwoje adoptowanych dzieci.

## Odznaczenia
- Krzyż Komandorski z Gwiazdą Orderu Zasługi Rzeczypospolitej Polskiej (2006)[6][7]